# Пес (притока Чагоде)
Пес (рус. Песь) река је на северозападу европског дела Руске Федерације, десна притока реке Чагоде и део сливног подручја реке Волге и Каспијског језера. Протиче преко источних делова Новгородске и западних делова Вологодске области.
Река Пес је отока Ракитинског језера из којег отиче на подручју Хвојњанског рејона Новгородске области. Многи сматрају да је река Медведа (дужине 45 km) која се улива у језеро природни продужетак реке Пес. Укупна дужина водотока је 145 km (са реком Медведом 194 km), површина сливног подручја је 2.730 km², док је просечан проток у средњем делу тока око 6,4 m³/s.
У горњем делу тока Пес је брза река чија ширина не прелази 20 метара, са каменитим обалама и бројним брзацима. У средњем делу брзина тока се смањује, а обале постају ниске и замочварене. Ширина реке у доњем делу тока је до 40 метара.